# زبان‌های رایج در اسرائیل
جمعیت اسرائیل از نظر زبانی و تاریخی از تنوع بالایی برخوردار است. عبری زبان رسمی اسرائیل است و تقریباً یا زبان مادری مردم این کشور است یا اینکه به عنوان زبان دوم به آن تسلط دارند. شکل استاندارد زبان عبری که به عنوان عبری مدرن شناخته می‌شود، اصلی‌ترین شکل رایج آن در ارتباطات به شمار می‌رود. عربی معمولاً توسط شهروندان عرب اسرائیل به کار می‌رود که یک پنجم ساکنان این کشور را تشکیل می‌دهند. 
حدود ۲۰ درصد از شهروندان اسرائیل به زبان روسی صحبت می‌کنند. بیشتر این افراد مهاجرانی هستند که از اتحاد جماهیر شوروی سابق به این کشور مهاجرت کردند. انگلیسی هم به عنوان زبان خارجی مورد استفاده بسیاری از مردم قرار می‌گیرد. بسیاری از لوگوهای رسمی و نیز تابلوهای راهنمایی به سه زبان عبری، عربی و انگلیسی هستند. در مجموع ۳۶ زبان و گویش در اسرائیل وجود دارد.
آمارهای دولتی در سال ۲۰۱۱ از افراد بالای ۲۰ سال در این کشور نشان می‌دهد که عبری زبان مادری ۴۹ درصد از آنهاست و پس از آن، عربی با ۱۸ درصد، روسی با ۱۵ درصد و همچنین ییدیش، فرانسوی و انگلیسی هر کدام با ۲ درصد جایگاه بعدی زبان مادری را برای شهروندان این کشور دارند. در این آمار ذکر شده که ۹۰ درصد از یهودیان اسرائیل و بیش از ۶۰ درصد از اعراب اسرائیل از تسلط بالایی به عبری برخوردارند. همچنین زبان مادری بسیاری از ۱۳۵ هزار یهودی ایرانی که از ایران به اسرائیل مهاجرت کردند نیز، فارسی است. 